# اسیران جنگی (مجموعه تلویزیونی)
اسیران جنگی (انگلیسی: Prisoners of War) مجموعه تلویزیونی با ژانر درام است، که در سال ۲۰۱۰ توسط گروه رسانه‌ای کشت و به کارگردانی جدعون راف ساخته شد. مجموعه تلویزیونی هوملند بر پایه این سریال، ساخته شده‌است.